# Liste des fruits sauvages comestibles
 (décembre 2011).
Si vous disposez d'ouvrages ou d'articles de référence ou si vous connaissez des sites web de qualité traitant du thème abordé ici, merci de compléter l'article en donnant les références utiles à sa vérifiabilité et en les liant à la section « Notes et références ».
Cet article présente une liste de fruits sauvages d'Europe et Amérique du Nord comestibles par les humains, et présentée par couleur.
D'un point de vue botanique, la plupart de ces fruits sont classés comme baies, mais d'autres comme la merise, le sureau, la prunelle sont des drupes ou drupéoles. La framboise ou la mûre forment des fruits composés de plusieurs drupéoles, on les nomment des polydrupes.
Chaque espèce de la liste est suivie de ses sources, et parfois de commentaires supplémentaires indiquant quelques précisions.

## Précautions de cueillette
Attention, avant toute cueillette il convient de respecter quelques règles afin de ne pas se mettre en danger, ni participer à la destruction de l'environnement, :
- Certains de ces fruits peuvent être confondus avec des espèces toxiques d'apparence voisine, il convient de toujours vérifier l'identité de l'espèce avant de la consommer.
- Une attention particulière est à apporter au lieu dans lequel la plante est découverte, l'espèce peut être localement protégée ou réglementée (parcs naturels, haute montagne, tourbières…).
- Une plante rare ou seule ne doit pas être ramassée pour la préserver. La cueillette d'un trop grand nombre d'individus dans une zone est également à proscrire. Cueillez uniquement ce dont vous avez besoin.
- Il convient de ne pas ramasser d'individus proches des routes, de champs ou d'usines (afin d'éviter les contaminations aux métaux lourds, pesticides ou autres pollutions). Il convient également de faire attention aux lieux fortement fréquentés par des animaux sauvages et domestiques afin d'éviter la transmission de maladies (telles que l'échinococcose).

Pour connaître le statut de protection ou la réglementation en vigueur localement, il est possible de s'adresser en mairie ou auprès des associations locales de protection de la nature. Il est également possible de consulter les fiches espèces ou la réglementation en vigueur sur le site de l'INPN (exemple pour le département d'Ille-et-Vilaine).

## Fruits rouges
- Arbouse, Arbutus unedo, Éricacées[1],[3]
- Busserole, Arctostaphylos uva-ursi, Éricacées[1]
- Aronia rouge (Aronia arbutifolia), Rosacées[réf. nécessaire]
- Baie d'Épine-vinette, Berberis vulgaris, Berbéridacées[1],[3],[4]
- Micocoule, Celtis australis, Cannabacées[5]
- Cornouille, Cornus mas, Cornacées[1],[3],[4]
- Cornouille du Canada, Cornus canadensis, Cornacées[réf. nécessaire]
- Cenelle, Crataegus azarolus, Rosacées[6]
- Olive de Bohême, Elaeagnus angustifolia, Élaéagnacées[7]
- Fraise des bois, Fragaria vesca, Rosacées[8]
- Argouse, Hippophae rhamnoides, Élaéagnacées[1],[3],[4]
- Baie de Goji, Lycium chinense, Solanacées[9]
- Fruit du Physalis, Physalis alkekengi, Solanacées[1]
- Le Coqueret du Pérou (Physalis peruviana) est une espèce voisine de Physalis alkekengi[10]
- Merise, Prunus avium, Rosacées[1],[3],[4]
- Groseille rouge, Ribes rubrum, Grossulariacées[4]
- Cynorrhodon, Rosa canina, Rosacées[1]
- Framboise, Rubus idaeus, Rosacées[3],[4]
- Fruit du sureau rouge, Sambucus racemosa, Caprifoliacées[1] : seulement la pulpe - graine toxique
- Sorbier des oiseleurs, Sorbus aucuparia, Rosacées[4]
- Corme, Sorbus domestica, Rosacées[1],[3],[4]
- Canneberge à gros fruits, Vaccinium macrocarpon, Éricacées[11]
- Canneberge, Vaccinum oxycoccos, Éricacées[1],[4], aussi commercialisée sous le nom de Cranberry
- Baie de l'Airelle rouge, Vaccinium vitis-idaea, Éricacées[1],[4]
- Viorne comestible, Viburnum edule, Caprifoliacées[réf. nécessaire]
- Jujube, Ziziphus zizyphus, Rhamnacées[réf. nécessaire]
- Viorne obier, Viburnum opulus, Caprifoliacées : à consommer cuit[1],[4]

L'arille d'If (fruit rouge), Taxus baccata, Taxacées, possède une chair comestible pouvant être considérée comme une "friandise", mais dont la consommation est en général fortement déconseillée car toute autre partie de la plante est violemment toxique, incluant la graine qui contient de puissants alcaloïdes tels que la taxine.

## Fruits bleus ou violets
- Amélanche, Amelanchier canadensis et A. ovalis, Rosacées[1],[12]
- Baie de genièvre, Juniperus communis, Cupressacées [1],[3] : galbule et non véritable baie.
- Baie de Mai, Lonicera caerulea, Caprifoliacées
- Caseille, Ribes × nidigrolaria, Grossulariacées
- Prunelle, Prunus spinosa, Rosacées[1],[3],[4] : se consomme blet, utilisation pour confiture et eau-de-vie (noyau)
- Myrtille, Vaccinium myrtillus, Éricacées[1],[3],[4]
- Bleuet, Vaccinium myrtilloïdes / Vaccinium angustifolium, Éricacées[réf. nécessaire]
- Airelle bleue ou Orcette, Vaccinium uliginosum, Éricacées[1],[4]

## Fruits bruns
- Nèfle, Mespilus germanica, Rosacées[1],[3],[4] : comestible après gel, sauf graines toxiques (acide cyanhydrique)
- Noisette, Corylus avellana, Bétulacées[1],[3],[4]
- Châtaigne, Castanea sativa, Fagacées[1],[3],[4]
- Noix, Juglans regia, Juglandacées[4]
- Faine, Fagus sylvatica, Fagacées[1],[3],[4] : on en extrayait l'huile ; à consommer grillé (l' enveloppe crue est toxique)
- Amande amère, Prunus amygdalus, Rosacées : toxique ; s'utilise à faible dose pour la préparation de la coucougnette, du massepain, et du calisson
- Fruit de l'alisier torminal, Sorbus torminalis, Rosacées : à consommer blet ; on en faisait autrefois de l'eau-de-vie.
- Poire sauvage, Pyrus pyraster, Rosacées[1] : on en fait des boissons ou confitures.

## Fruits verts
- Pomme sauvage, Malus sylvestris, Rosacées[1],[4] : pépins toxiques (acide cyanhydrique) ; utilisation en compote.
- Groseille à maquereau, Ribes uva-crispa, Grossulariacées[1],[4] : blanchâtres et translucides ou rouge sombre à maturité

## Fruits jaune d'or
- Fruit de la Plaquebière, Rubus chamaemorus, Rosacées[réf. nécessaire]

## Fruits noirs
- Aronia noire, Aronia melanocarpa, Rosacées[réf. nécessaire]
- Mûre du mûrier, Morus alba/M. nigra, Moracées
- Cassis, Ribes nigrum, Grossulariacées[4]
- Mûre de la ronce, Rubus fruticosus, Rosacées[1],[3],[4]
- Sureau noir, Sambucus nigra, Caprifoliacées[1],[3],[4] : après cuisson
- Pistache lentisque, Pistacia lentiscus, Anacardias
- Viorne lantane, Viburnum lantana, Adoxacées : ne consommer que mûrs

## Fruits de plusieurs couleurs
- Figue, Ficus carica, Moracées[4]
- Figue de barbarie, Opuntio ficus indica, Cactées[1],[4]